# Deimantė Daulytė
Deimantė Daulytė (* 22. února 1989, Šiauliai) je litevská šachistka, od roku 2009 nositelka titulu mezinárodní velmistryně (WGM) a titulu IM (2014).

## Šachová kariéra
V březnu 2015 vyhrála Daulytė Středomořský květinový pohár, uzavřený šachový turnaj v Rijece.
O měsíc později hrála Mistrovství světa v šachu žen 2015, kde vypadla v prvním kole s Monikou Soćko až po druhé sérii tiebreakových partií v rapid šachu.